# De brillenverkoper
De brillenverkoper is een klein schilderij van de Hollandse kunstschilder Rembrandt van Rijn uit 1623 of 1624. Rembrandt schilderde het omstreeks zijn 17e levensjaar in zijn geboortestad Leiden. Het werk behoort sinds 2002 tot de permanente collectie van Museum De Lakenhal te Leiden. 

## De vijf zintuigen
Het werk wordt beschouwd als het eerste en oudste onderdeel van de allegorische reeks De vijf zintuigen waartoe ook drie andere paneeltjes van Rembrandt behoren: De flauwgevallen patiënt (de reuk), De drie zangers (het gehoor) en De operatie (het gevoel). Deze drie bevinden zich in The Leiden Collection van Thomas S. Kaplan in New York. Een vijfde paneel - over de smaak - is voorlopig onvindbaar.

## Voorstelling
Het werk in olieverf op een eikenhouten paneel meet 21 bij 18 centimeter. Op het schilderij figureren drie personen, zoals op elk van de vier bekende panelen van De vijf zintuigen. Hier wordt een ouder paar getoond bij het kopen bij een marskramer-brillenverkoper van een pince-nez.
Links staat een oude man. De verkoper ziet eruit als een zigeuner: hij heeft een tulband op zijn hoofd en draagt een paarse tuniek. Hij heeft een kistje of een mand met allerlei brillen bij zich. Hij biedt de oude man glimlachend een bril aan, maar de oude man wijst op zijn paarse neus alsof hij zich afvraagt: 'past daar wel een bril op?' De oude vrouw naast de man steekt tastend haar hand uit en lijkt bijna blind.
In Rembrandts tijd betekent 'iemand een bril verkopen' iemand bedriegen, want de koper ziet niet wat hij koopt. Wordt hij door de zigeuner opgelicht?

## Herkomst
Van de herkomst is bekend dat het paneel in de 19e eeuw onderdeel uitmaakte van de privécollectie van Sir Walter Riddell, baronet in Hepple en in 1906 behoorde tot de privécollectie van Sir John Riddell in Londen. In 1930 was het eigendom van kunsthandelaar Nathan Katz in Dieren (die in 1949 in Zwitserland overleed), alvorens in de 21e eeuw in handen te komen van Daan H. Cevat.
Het schilderij behoort sinds 2002 tot de collectie van De Lakenhal, aanvankelijk in bruikleen van kunsthandelaar Cevat, van wie het in 2012 definitief werd verworven met steun van de gemeente Leiden, het Mondriaan Fonds, de Vereniging Rembrandt en de Vereniging van Belangstellenden in De Lakenhal. Zo werd De brillenverkoper voor het museum het tweede schilderij van Rembrandt naast het Historiestuk dat reeds tot de permanente collectie behoorde.
Het paneel heeft Leiden enkele malen verlaten. De vier bekende paneeltjes van De vijf zintuigen werden van september tot november 2016 tentoongesteld in het Ashmolean Museum in Oxford en van december 2016 tot februari 2017 in het Amsterdamse Rembrandthuis. In Museum de Lakenhal zelf werden de vier paneeltjes samen geëxposeerd van 20 januari tot 16 juni 2024.
Ahasveros en Haman aan het feestmaal van Esther · De anatomische les van Dr. Deijman · De anatomische les van Dr. Nicolaes Tulp · Andromeda aan de rots geketend · Aristoteles bij de buste van Homerus · Artemisia · Badende vrouw · Bathseba met de brief van koning David · De blindmaking van Simson · De brillenverkoper · Buitenlandse admiraal · Christus in de storm op het meer van Galilea · Christus met een staf · Danaë · David en Uria · De doop van de kamerling · Het feestmaal van Belsazar · Flora · Gelijkenis van de rijke dwaas · Historiestuk · Jacob zegent de zonen van Jozef · Jeremia treurend over de verwoesting van Jeruzalem · Het Joodse bruidje · De maaltijd in Emmaüs · Marten Soolmans en Oopjen Coppit · Mozes en de tafelen der wet · De Nachtwacht · Het offer van Abraham (1635) · Pallas Athene · Portret van een man met handschoenen in de hand · Portret van een man · Portret van Amalia van Solms · Portret van Baertje Martens · Portret van Herman Doomer · Portret van Jan Six · Portret van Johannes Wtenbogaert · Portret van Maurits Huygens · De samenzwering van de Bataven onder Claudius Civilis · De schilder in zijn atelier · De Staalmeesters · De steniging van de Heilige Stefanus · Terugkeer van de verloren zoon · Titus aan de lezenaar · Titus als monnik · De Vaandeldrager · De verloochening van Petrus · De verloren zoon in een herberg · Het vertrek van de Sunammitische vrouw · De vlucht naar Egypte · De vlucht naar Egypte · Zelfportret op jeugdige leeftijd (ca. 1628) · Zelfportret met twee cirkels · Zelfportret als de apostel Paulus